# Retrovirus de koalas
Koala retrovirus (KoRV) es un retrovirus que está presente en muchas poblaciones de koalas. Es denominado como el agente de Síndrome de Inmune Deficiencia de Koala (KIDS), una immunodeficiencia que al infectar koalas se vuelven más susceptibles a padecer cánceres y enfermedades contagiosas. El virus también está relacionado con inmunosupresión, causando infección por clamidia en los koalas.
Se piensa que el virus ha adquirido recientemente la forma exógena y que hasta entonces sólo existía integrando en el genoma de koalas (endógeno). Por ello el virus se puede transmitir tanto horizontalmente (de animal a animal en el sentido clásico) y verticalmente (a la descendencia como gen). Los modos horizontales de transmisión no están bien definidos pero requieren contacto cercano.

## Primeras apariciones
Koala retrovirus (KoRV) fue descrito inicialmente como un  retrovirus endógeno , presente en el genoma de koala y en tejidos.  Es un gammaretrovirus identificado en Phascolarctos cinereus en Australia. Hay tres variantes de KoRV (KoRV-A, KoRV-B y KoRV-C). KoRV-B fue aislado a partir de koalas con linfoma en el Zoo de Los Ángeles en 2013. Se estima que la infección del retrovirus comenzó en el norte de Australia (donde todos los koalas presentan la forma endógena del KoRV) hacia el sur (donde todavía hay animales libres de infección) hace 100 o 200 años, siendo una aparición, por tanto, muy reciente, teniendo en cuenta que se tiene constancia de que la adquisición de retrovirus en el genoma de los primates data de hace más de 30 millones de años.

## Epidemiología
El 80% de las muertes de koalas por leucemia, linfoma, tumores malignos y enfermedades asociadas a inmunodeficiencias se relacionan con este virus. Un primer estudio sobre el KoRV en 2004 estipulaba que el retrovirus se encontraba totalmente ausente en los koalas que habitan en la Isla Canguro, a la que habían llegado a principios del siglo XX. Sin embargo, un estudio reciente realizado en 2015 afirma que todos los koalas que habitan en el Estado de Queensland (ubicado en el noreste de Australia) y el 15% de los que habitan en Isla Canguro están infectados por el retrovirus.
Existe una gran similitud entre el KoRV y el GALV (Virus de la leucemia del gibón), siendo este último derivado de un retrovirus endógeno que afecta al ratón asiático (Mus caroli). Esto sugiere la teoría de que los koalas que habitan en el norte de Australia han podido contraer el virus por medio de ratones infectados procedentes del sudeste asiático.

## Prevención
Se está estudiando la elaboración de una vacuna que induce anticuerpos neutralizantes de KoRV mediante inmunización con la proteína de envoltura transmembrana recombinante rp15E. Los anticuerpos reconocieron epítopos en la región externa proximal de la membrana (MPER), así como en la región proximal del péptido de fusión (FPPR). Para inducir anticuerpos neutralizantes capaces de prevenir la infección KoRV, se inmunizaron ratas con proteínas recombinantes correspondientes a proteínas de envoltura transmembrana (p15E) y de superficie (gp70) de KoRV. En general, la inmunización con ADN indujo títulos de anticuerpos de unión a p15E que eran aproximadamente diez veces más bajos que los inducidos por la proteína recombinante, mientras que los títulos de anticuerpos específicos de gp70 inducidos por ADN fueron comparables o incluso más altos que los observados usando la proteína recombinante rgp70 / p52 como inmunógeno.